# Sclerocactus warnockii
Sclerocactus warnockii är en kaktusväxtart som först beskrevs av L.D.Benson, och fick sitt nu gällande namn av Nigel Paul Taylor. Sclerocactus warnockii ingår i släktet Sclerocactus och familjen kaktusväxter. Inga underarter finns listade i Catalogue of Life.